# 제마 기번스
제마 저넷 기번스(영어: Gemma Jeanette Gibbons, 1987년 1월 6일~)는 영국의 전직 유도 선수로 2012년 하계 올림픽에서 여자 하프헤비급 은메달을 획득했다. 

## 개인사
남편은 영국 국가대표 유도 선수인 유언 버턴이다.